# Croix de Mussy-sur-Seine
La croix de Mussy-sur-Seine est une croix située à Mussy-sur-Seine, en France.

## Localisation
La croix est située sur la commune de Mussy-sur-Seine, dans le département français de l'Aube.

## Historique
L'édifice est classé au titre des monuments historiques en 1909.